# Бабин, Пётр Александрович
Пётр Алекса́ндрович Ба́бин (23 декабря 1906, Арино, Царевококшайский уезд, Казанская губерния, Российская империя ― 28 февраля 1975, Йошкар-Ола, Марийская АССР, РСФСР, СССР) ― советский военный деятель. Участник Великой Отечественной войны, подполковник. Кавалер ордена Ленина.

## Биография
Родился 23 декабря 1906 года в с. Арино ныне Моркинского района Марий Эл в семье учителя.
В 1926 году призван в ряды РККА: окончил пехотную школу комсостава РККА в Ульяновске, служил помощником начальника заставы в Закавказье.
С 1929 года ― в Ульяновской области: от кассира районного потребительского общества до помощника начальника районного отдела милиции. С 1932 года ― офицер милиции в Куйбышеве.
Участник Великой Отечественной войны с 22 июня 1941 года: офицер 90 пограничного полка войск НКВД на Украине, в Алтайском и Приморском краях, Южном Сахалине, Волгограде, Новосибирске, подполковник. Так, в первый день войны с группой бойцов из 8 человек вступил в бой с диверсантами в красноармейской форме, часть уничтожил, остальных рассеял, спас раненого районного военкома. В сентябре 1941 года считался пропавшим без вести. 
Награждён орденами Ленина, Красного Знамени, Красной Звезды м медалями, в том числе медалью «За отвагу».
Ушёл из жизни 28 февраля 1975 года в г. Йошкар-Оле Марийской АССР.

## Военные награды
- Орден Ленина[2]
- Орден Красного Знамени ― за выслугу лет[2]
- Орден Красной Звезды[2]
- Медаль «За отвагу» (29.12.1941)[2][3]
- Медаль «За победу над Германией в Великой Отечественной войне 1941—1945 гг.»[3]
- Медаль «За воинскую доблесть. В ознаменование 100-летия со дня рождения Владимира Ильича Ленина» (1970)